# Raging Bull
Raging Bull (prt: Touro Enraivecido, ou O Touro Enraivecido; bra: Touro Indomável) é um filme norte-americano de 1980 do gênero drama biográfico, dirigido por Martin Scorsese, com roteiro de Paul Schrader e Mardik Martin baseado na autobiografia do pugilista Jake LaMotta, Raging Bull: My Story, escrito com Joseph Carter e Peter Savage.
Robert De Niro interpreta Jake LaMotta, boxeador de peso-médio ítalo-americano, cuja raiva autodestrutiva e obsessiva, ciúme sexual e apetite animal destruíram seu relacionamento com esposa e o resto da família. O elenco inclui também Joe Pesci (como Joey, o irmão e gerente bem-intencionado de LaMotta) e Cathy Moriarty (a esposa).

## Sinopse
O filme conta a vida desregrada de Jake LaMotta, um filho de imigrantes italianos, que se torna pugilista da categoria peso-médio e era conhecido como "o touro do Bronx".

## Elenco
- Robert De Niro  como Jake LaMotta[7]
- Joe Pesci como Joey LaMotta[7]
- Cathy Moriarty como Vikki LaMotta[7]
- Nicholas Colasanto como Tommy Como[7]
- Theresa Saldana as Lenora LaMotta (esposa de Joey)[7]
- Frank Vincent como Salvy Batts[7]
- Johnny Barnes como Sugar Ray Robinson

## Produção

### Desenvolvimento
Touro Indomável surgiu quando De Niro leu a autobiografia sobre a qual o filme se baseia no set de O Poderoso Chefão Parte II. Embora decepcionado com o estilo de escrita do livro, ficou fascinado pelo personagem de Jake LaMotta. Ele mostrou o livro para Martin Scorsese no set de Alice Não Mora Mais Aqui, na esperança de que ele considerasse o projeto. Scorsese repetidamente recusou a oportunidade de sentar-se na cadeira do diretor, alegando que ele não tinha ideia do que Touro Indomável era, mesmo que ele tivesse lido algum texto. Nunca foi um fã de esportes, quando descobriu o que LaMotta fazia para viver, ele disse: "Um boxeador? Não gosto de boxe ... Mesmo quando criança, sempre pensei que o boxe era chato ... era algo que eu não podia, não entendi". Sua opinião geral do esporte em geral é: "Qualquer coisa com uma bola, não é bom". O livro foi então passado para Mardik Martin, o eventual co-roteirista do filme, que disse que "o problema é que a maldita coisa já foi feita cem vezes antes - um lutador que tem problemas com seu irmão e sua esposa e a multidão está atrás dele". O livro foi até mesmo mostrado aos produtores Robert Chartoff e Irwin Winkler por De Niro, que estavam dispostos a ajudar apenas se Scorsese concordasse. Após quase morrer de overdose de drogas, Scorsese concordou em fazer o filme, não só para salvar sua própria vida, mas também para salvar sua carreira. Scorsese começou a se relacionar muito pessoalmente com a história de Jake LaMotta, e ele viu como o ringue do boxe pode ser "uma alegoria para o que você faz na vida", o que para ele é paralelo ao cinema, "você faz filmes, você está no ringue de cada vez".
A preparação para o filme começou com o Scorsese atirar algumas imagens de cor de 8mm apresentando o boxe de De Niro em um ringue. Uma noite, quando a filmagem foi mostrada a De Niro, Michael Chapman, e seu amigo e mentor, o diretor britânico Michael Powell, Powell apontou que a cor das luvas na época teria sido apenas marrom, oxblood ou mesmo preto. Scorsese decidiu usar isso como uma das razões para filmar Touro Indomável em preto e branco. Outras razões seriam distinguir o filme de outros filmes em cores ao redor do tempo e reconhecer o problema do desvanecimento do estoque de filmes coloridos - um problema reconhecido pela Scorsese. Scorsese foi para duas partidas no Madison Square Garden para auxiliar na pesquisa, recolhendo detalhes menores, mas essenciais, como a esponja de sangue e, mais tarde, o sangue nas cordas (que depois seria usado no filme). De acordo com os breves comentários sobre o cartão embutido do DVD de Touro Indomável, Scorsese não era - e ainda não é -  fã de esportes ou boxe, o que ele descreve como chato. Quando viu as esponjas encharcadas de sangue sendo mergulhadas em um balde, ele lembra de pensar: "E eles chamam isto de esporte".

### Roteiro
Sob a orientação de Chartoff e Winkler, Mardik Martin foi convidado a começar a escrever o roteiro. De acordo com De Niro, em nenhuma circunstância a United Artists aceitaria o roteiro de Martin. A história foi baseada na visão do jornalista Pete Hamill de um estilo de 1930 e 1940, quando o boxe era conhecido como "o grande príncipe das trevas dos esportes". De Niro não ficou impressionado quando terminou de ler o primeiro rascunho, no entanto. O roteirista de Taxi Driver – Motorista de Táxi, Paul Schrader, foi levado rapidamente para reescrever o roteiro em agosto de 1978. Algumas das mudanças que o Schrader fez para o roteiro incluíram uma reescrita da cena com o bife e a inclusão de LaMotta visto se masturbando em uma cela na Flórida. O personagem do irmão de LaMotta, Joey, finalmente foi adicionado, anteriormente ausente do roteiro de Martin. A United Artists viu uma enorme melhoria na qualidade do script. No entanto, seus principais executivos,
Steven Bach e David Field, reuniram-se com Scorsese, De Niro e com o produtor Irwin Winkler, em novembro de 1978, para dizer que estavam preocupados com o fato de o conteúdo ser um material com classificação X-rated e não ter chance de encontrar uma audiência.
De acordo com Scorsese, o roteiro foi deixado para ele e De Niro, e eles passaram duas semanas e meia na ilha de São Martinho, reestruturando extensivamente o conteúdo do filme. A mudança mais significativa seria a cena inteira quando LaMotta corrige sua televisão e então acusa sua esposa de ter um caso. Outras mudanças incluíram a remoção do pai de Jake e Joey; a redução do papel do crime organizado na história e uma grande reescrita da luta de LaMotta com Tony Janiro. Eles também foram responsáveis pela sequência final onde LaMotta está sozinho em seu vestiário citando a cena "Eu poderia ter sido um competidor" de Sindicato de Ladrões. Um extrato de Richard III tinha sido considerado, mas Michael Powell pensou que seria uma decisão ruim no contexto de um filme americano. De acordo com Steven Bach, os dois primeiros roteiristas (Martin e Schrader) receberiam crédito, mas como não havia pagamento para a associação do escritor no roteiro, o trabalho de De Niro e Scorsese permaneceria sem crédito.

### Elenco
Uma das marcas comerciais de Scorsese estava lançando novos atores e atrizes para a profissão. De Niro, que já estava empenhado em interpretar Jake LaMotta, começou a ajudar Scorsese a rastrear nomes desconhecidos para interpretar seu irmão na tela, Joey e sua esposa, Vikki. O papel de Joey LaMotta foi o primeiro a ser lançado. De Niro estava assistindo um filme de televisão de baixo orçamento chamado The Death Collector quando viu a parte de um jovem criminoso de carreira interpretado por Joe Pesci (então ator desconhecido) como um candidato ideal. Antes de receber uma chamada de De Niro e Scorsese para a proposta de estrelar no filme, Pesci não havia trabalhado no cinema há quatro anos e estava dirigindo um restaurante italiano em Nova Jersey. O papel de Vikki, a segunda esposa de Jake, teve interesse em todo o quadro, mas foi Pesci quem sugeriu a atriz Cathy Moriarty de uma foto que ele havia visto em uma discoteca de Nova Jersey. Tanto De Niro quanto Scorsese acreditavam que Moriarty poderia retratar o papel depois de se encontrar com ela em várias ocasiões e perceber sua voz rouca e sua maturidade física. A dupla teve que provar ao Screen Actors Guild que estava certa para o papel quando Cis Corman mostrou 10 comparando fotos de Moriarty e da real Vikki LaMotta para a prova de que ela tinha uma semelhança. Moriarty foi convidado a fazer uma teste de cinema que ela conseguiu - ajudou parcialmente com algumas linhas improvisadas de De Niro - depois de alguma confusão imaginando por que a equipe estava filmando sua tomada. Joe Pesci também convenceu seu ex-show-biz e co-estrela no The Death Collector, Frank Vincent, para tentar o papel de Salvy Batts. Após uma audição bem sucedida e teste de tela, Vincent recebeu a ligação para dizer que recebeu o papel. Charles Scorsese, o pai do diretor, fez sua estreia no cinema como o primo de Tommy Como, Charlie.
Enquanto estava a praticar um sotaque do Bronx e se preparando para o seu papel, De Niro conheceu LaMotta e sua ex-esposa, Vikki, em ocasiões separadas. Vikki, que morou na Flórida, contou histórias sobre sua vida com seu ex-marido e também mostrou filmes caseiros antigos (que mais tarde inspiraram uma sequência semelhante a ser feita para o filme). Jake LaMotta, por outro lado, serviu como seu treinador, acompanhado por Al Silvani como treinador no clube de Gramercy em Nova Iorque, colocando-o em forma. O ator descobriu que o boxe veio naturalmente para ele; ele entrou como um boxeador de peso médio, ganhando duas de suas três lutas em um ringue do Brooklyn apelidado de "jovem LaMotta" pelo comentarista. De acordo com Jake LaMotta, De Niro foi um dos 20 maiores boxeadores de peso médio de todos os tempos.

### Filmagens
De acordo com o mixer de produção, Michael Evje, o filme começou a ser filmado no auditório olímpico de Los Angeles em 16 de abril de 1979. Prendiam enormes cortinas de duvetyne preta em todos os quatro lados da área do ringue para conter o fumo artificial utilizado amplamente para efeitos visuais. Em 7 de maio, a produção mudou-se para o Culver City Studio, Stage 3, e filmou até meados de junho. Scorsese deixou claro durante a filmagem que não apreciava a maneira tradicional em filmes de mostrar lutas da visão dos espectadores. Ele insistiu que uma câmera operada pelo Diretor de Fotografia, Michael Chapman, seria colocada dentro do ringue, pois ele desempenharia o papel de um oponente mantendo-se fora do caminho de outros lutadores para que os espectadores pudessem ver as emoções dos lutadores, incluindo os de Jake. Os movimentos precisos dos boxeadores deveriam ser feitos como rotinas de dança a partir de informações de um livro sobre instrutores de dança no modo de Arthur Murray. Um saco de pancadas no meio do ringue foi usado por De Niro entre as tomadas antes de ele agressivamente entrar em frente para fazer a próxima cena. O cronograma inicial de cinco semanas para as filmagens das cenas de boxe demorou mais do que o esperado, colocando Scorsese sob pressão.
De acordo com Scorsese, a produção do filme foi fechada por cerca de quatro meses com a equipe técnica inteira sendo paga, então De Niro poderia fazer uma viagem compulsiva ao redor do norte da Itália e da França. Quando ele voltou para os Estados Unidos, seu peso aumentou de 145 a 215 libras (66 a 97 kg). As cenas com o Jake LaMotta mais forte - que incluem anunciar sua aposentadoria do boxe e LaMotta terminando em uma cela de prisão na Flórida - foram concluídas ao aproximar o Natal de 1979 dentro de sete a oito semanas para não agravar os problemas de saúde que já estavam afetando a postura, a respiração e a fala de De Niro.
De acordo com Evje, a sequência de discoteca de Jake foi filmada em um clube de San Pedro fechado em 3 de dezembro. A cena do bate-cabeça na cela da prisão foi filmada em um conjunto construído com De Niro pedindo que a equipe mínima estivesse presente - não havia nem um operador de boom.
A sequência final onde Jake LaMotta está na frente de seu espelho foi filmada no último dia de filmagem, exigindo 19 takes, com apenas 13 sendo usados para o filme. Scorsese queria ter uma atmosfera que fosse tão fria que as palavras teriam um impacto, pois ele tenta chegar a um acordo com seu relacionamento com seu irmão.

### Pós-produção
A edição de Touro Indomável começou quando a produção foi temporariamente posta em espera e foi concluída em 1980. Scorsese trabalhou com a editora, Thelma Schoonmaker, para conseguir um corte final do filme. Sua principal decisão foi abandonar a ideia de Schrader sobre o ato de discoteca de LaMotta entrelazando o flashback de sua juventude e, em vez disso, eles seguiram as linhas de um único flashback, onde apenas as cenas de LaMotta praticando seu stand-up ficariam livres do filme. Uma mistura de som arranjada por Frank Warner foi um processo delicado que demorou seis meses. Além disso, houve a questão de tentar equilibrar a qualidade entre cenas com diálogo e aquelas envolvendo boxe (que foram feitas em Dolby Stereo). Touro Indomável passou por uma seleção de testes em frente a uma pequena audiência, incluindo os principais executivos da United Artists, Steven Bach e Andy Albeck. O exame foi mostrado na sala de triagem MGM em Nova York em torno de julho de 1980. Mais tarde, Albeck elogiou Scorsese ao chamá-lo de "verdadeiro artista".
De acordo com os produtores Robert Chartoff e Irwin Winkler, as coisas foram pioradas quando a United Artists decidiu não distribuir o filme, mas outros estúdios estavam interessados quando tentaram vender os direitos. Scorsese não fez segredo de que Touro Indomável era seu "lago dos cisnes de Hollywood" e ele tomou cuidado incomum de seus direitos durante a pós-produção. Scorsese ameaçou remover seu crédito do filme se ele não tivesse permissão para obscurecer o nome de uma marca de whisky conhecida como "Cutty Sark", que foi ouvida em uma cena. O trabalho foi concluído apenas quatro dias antes da estreia.
Em 2012, Touro Indomável foi eleito pela Motion Picture Editors Guild como o filme mais bem editado da história.

## Recepção

### Bilheteria
A quantidade de violência e raiva, combinado com a falta de uma campanha publicitária adequada, levou à ingestão de bilheteria morna do filme de apenas US $ 23 milhões, em comparação com o orçamento de US $ 18 milhões. Só ganhou US $ 10,1 milhões em aluguéis de cinemas. Scorsese ficou preocupado com a sua futura carreira e preocupou-se que produtores e estúdios se recusassem a financiar seus filmes. De acordo com o Box Office Mojo, o filme arrecadou US $ 23.383.987 em cinemas americanos.

### Recepção crítica
Touro Indomável primeiro estreou em Nova Iorque em 14 de novembro de 1980 com críticas polarizadas. Jack Kroll do Newsweek chamou Touro Indomável de "melhor filme do ano". Vincent Canby, do The New York Times, disse que Scorsese "fez seu filme mais ambicioso, bem como o melhor" e prosseguiu para elogiar a performance de estreia de Moriarty dizendo: "ou ela é uma das descobertas de filmes da década ou o Sr. Scorsese é Svengali. Talvez ambos." A Time elogiou o desempenho de De Niro já que "grande parte de Touro Indomável existe por causa das possibilidades que De Niro oferece para exibir sua própria arte explosiva". Steven Jenkins, da revista do British Film Institute (BFI), Monthly Film Journal, disse que "Touro Indomável pode revelar-se a melhor conquista de Scorsese até à data".

## Principais prêmios e indicações
| Prêmio             | Categoria                | Recipiente                   | Resultado                   |
| ------------------ | ------------------------ | ---------------------------- | --------------------------- |
| Oscar 1981         | Melhor ator              | Robert De Niro               | Venceu                      |
| Oscar 1981         | Melhor edição            | Thelma Schoonmaker           | Venceu                      |
| Oscar 1981         | Melhor atriz coadjuvante | Cathy Moriarty               | Indicada                    |
| Oscar 1981         | Melhor ator coadjuvante  | Joe Pesci                    | Indicado                    |
| Oscar 1981         | Melhor filme             | Melhor filme                 | Indicado                    |
| Oscar 1981         | Melhor direção           | Martin Scorsese              | Indicado                    |
| Oscar 1981         | Melhor som               |                              | Indicado                    |
| Oscar 1981         | Melhor fotografia        | Michael Chapman              | Indicado                    |
| BAFTA 1982         | Melhor montagem          | Thelma Schoonmaker           | Venceu[carece de fontes?]   |
| BAFTA 1982         | Melhor ator em ascensão  | Joe Pesci                    | Venceu[carece de fontes?]   |
| BAFTA 1982         | Melhor ator              | Robert De Niro               | Indicado[carece de fontes?] |
| BAFTA 1982         | Melhor atriz em ascensão | Cathy Moriarty               | Indicada[carece de fontes?] |
| Globo de Ouro 1982 | Melhor ator - drama      | Robert De Niro               | Venceu                      |
| Globo de Ouro 1982 | Melhor direção           | Martin Scorsese              | Indicado                    |
| Globo de Ouro 1982 | Melhor filme - drama     | Melhor filme - drama         | Indicado                    |
| Globo de Ouro 1982 | Melhor roteiro           | Pàul Schrader, Mardik Maltin | Indicado                    |
| Globo de Ouro 1982 | Melhor atriz coadjuvante | Cathy Moriarty               | Indicada                    |
| Globo de Ouro 1982 | Revelação feminina       | Cathy Moriarty               | Indicada                    |
| Globo de Ouro 1982 | Melhor ator coadjuvante  | Joe Pesci                    | Indicado                    |